# Розето-дельи-Абруцци
Розето-дельи-Абруцци (итал. Roseto degli Abruzzi) — Город в Италии, расположенный в регионе Абруццо, подчиняется административному центру Терамо.
Население составляет 24 083 человека, плотность населения составляет 417 чел./км². Занимает площадь 52 км². Почтовый индекс — 64026. Телефонный код — 085.
В городе 15 августа особо празднуется Успение Пресвятой Богородицы.